# Branscheid
Branscheid ist eine von 106 Ortschaften der Gemeinde Reichshof im Oberbergischen Kreis im nordrhein-westfälischen Regierungsbezirk Köln in Deutschland.

## Lage und Beschreibung
Branscheid liegt nordwestlich von Eckenhagen, die nächstgelegenen Zentren sind Gummersbach (10 km nordwestlich), Köln (54 km westlich) und Siegen (46 km südöstlich).

## Geschichte

### Erstnennung
1509 wurde der Ort das erste Mal urkundlich erwähnt: „Der adle Johan und Conrat von Branscheit sind Zeugen beim Grenzumgang.“
Schreibweise der Erstnennung: Branscheit
| Bevölkerungsentwicklung | Bevölkerungsentwicklung |
| Jahr                    | Einwohner               |
| ----------------------- | ----------------------- |
| 1991                    | 53                      |
| 2005                    | 58                      |
| 2006                    | 52                      |
| 2008                    | 56                      |
| 2017                    | 43                      |
| 2018                    | 45                      |
| 2019                    | 37                      |